# Azóia (Sintra)
Azóia is een dorp in West-Portugal in het District Lissabon en binnen de gemeente Sintra, freguesia Colares. Het dorp heeft geen eigen bestuursorganen. Azóia ligt circa 1 km landinwaarts van Cabo da Roca, het meest westelijke punt van het Europese vasteland en is daarmee het meest westelijke dorp op het vasteland van Europa. Azóia ligt tevens binnen het Nationaal park Sintra-Cascais.

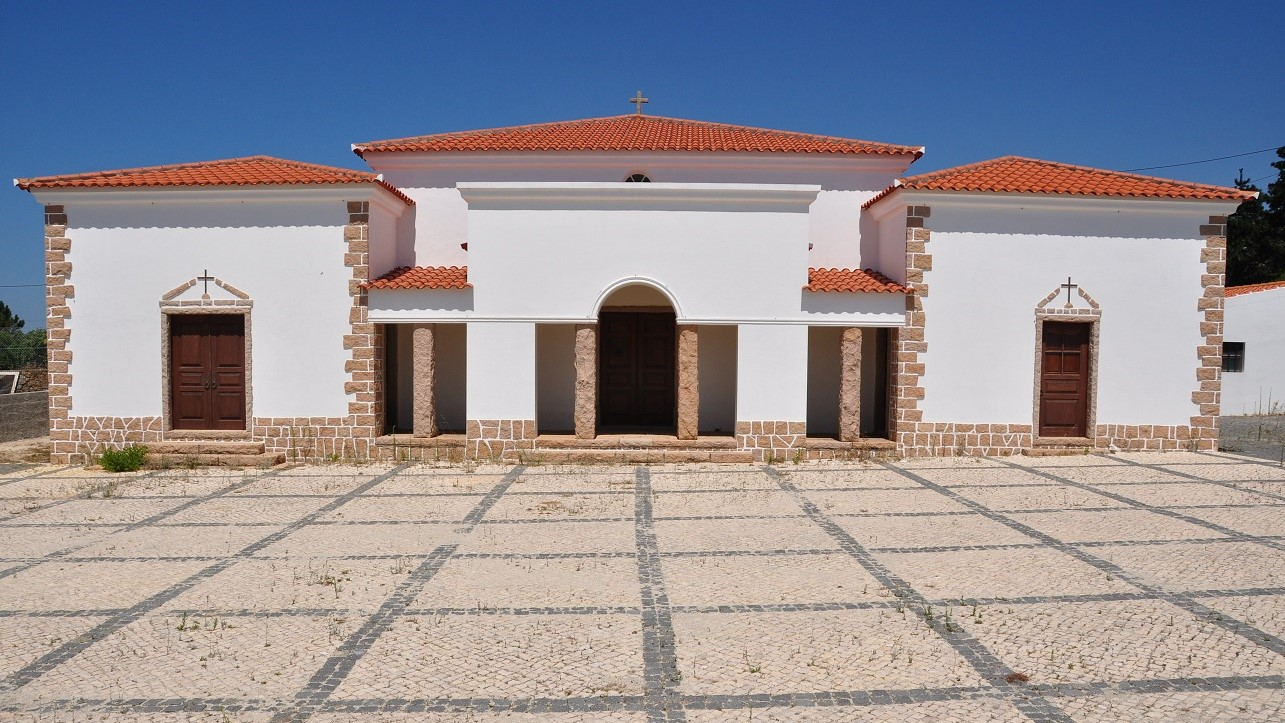
De "Nossa Senhora da Saúde" is de meest westelijke kerk van het Europese vasteland

De kerk, de 'Igreja de Nossa Senhora da Saúde' ("Onze Lieve Vrouwe van Gezondheid", de beschermheilige van Azóia) staat enigszins decentraal in het dorp. Het is de nieuwste kerk in de deelgemeente Colares. De kerk werd ontworpen door de architecten José Cornélio da Silva en José Franqueira Baganha. De bouw begon in 1987; de kerk werd op 23 september 1995 ingehuldigd door de kardinaal-patriarch van Lissabon Dom Antonio Ribeiro.
In Azóia staan vijf historische molens, die evenwel niet als monument zijn geregistreerd. Ze zijn geen van alle toegankelijk.
Er zijn vier publieke fonteinen en een kinderspeelplaats in het dorp. Er zijn diverse horecafaciliteiten, deels vlak buiten het dorp gelegen.
De brandweer is gestationeerd in het naburige dorp Almoçageme.
Openbaar vervoer per bus wordt geleverd door het bedrijf Scotturb. Azóia ligt aan route 403 van Cascais naar Sintra v.v.. De bus stopt ook op Cabo da Roca (en rijdt dus dwars door Azóia en terug).